# Action ordinaire (Canada)
Pour les articles homonymes, voir action ordinaire.
En droit canadien et québécois, une action ordinaire est une action qui comporte trois droits fondamentaux : 
- le droit de vote
- le droit aux dividendes
- le droit de se partager le reliquat en cas de liquidation

Par opposition, une action qui ne comporte pas ces trois droits de base est dite action privilégiée. 
Les règles relatives à l'attribution des droits des actions sont dans la Loi canadienne sur les sociétés par actions (LCSA) et la Loi sur les sociétés par actions (LSA).
Dans la loi québécoise, les actions comportent par défaut ces trois droits de base en vertu du principe de l'égalité des actions. 
Dans la loi fédérale, il y a cette même présomption pour le droit de vote seulement et pour retirer le droit de vote, il faut le faire expressément. 
Au sein même d'une entreprise, les droits des actions sont prévus dans les statuts de la société. Pour mettre de côté les droits de base, il faut le rédiger clairement dans les statuts. En outre, il existe une obligation que les droits fondamentaux doivent être attribués  à au moins une catégorie d’actions.